# Геологія Афганістану
Геологія Афганістану.

## Геологічна будова
Афганістан розташований в основному в межах Середземноморського геосинклінального поясу. На півночі знаходиться Туранська епігерцинська платформа, складчаста основа якої оголюється в хребтах Гіндукуш і Паропаміз. Тут відомі родовища руд заліза, золота, рудопрояви міді, вольфраму та ін. Осадові і вулканогенно-осадові комплекси мезокайнозойського платформного чохла займають значну площу на півночі країни в межах Бактрійської рівнини і північних передгірь Гіндукушу і Паропамізу. Тут знаходяться родовища кам'яного вугілля, сірки, кам'яної солі, целестину, гіпсу, нафти і газу, скарнова золото-мідна мінералізація. Центральний Афганістан займає область мезозойської складчастості, в межах якої відомі гідротермальні рудопрояви міді, поліметалів, олова, ртуті, заліза, хромітів, азбесту. Східна частина країни в межах Белуджистанських гір належить до області альпійської складчастості. Тут розташовані древні (допалеозойські) серединні масиви: Гільменд-Аргандабський, Кабульський, Паміро-Нуристанський, чохол яких складають венд-палеогенові осадові і вулканогенно-осадові утворення. До них приурочені родовища руд міді, олова, золота, а також лазуриту, дорогоцінних і виробних каменів, фосфатів, графіту. Для Афганістану характерна висока сейсмічність.

## Гідрогеологія
На території Афганістану виділяється Північно-Афганська та Південно-Афганська артезіанські області, а також Центральноафганська гідрогеологічна складчаста область. Складна геологічна будова, своєрідність гідрогеологічних, геохімічних та кліматичних умов в країні обумовили розвиток тут таких видів мінеральних вод: вуглекислих (азотно-вуглекислих) холодних і термальних, приурочених до зон глибинних розломів; азотних термальних — до зон тріщинуватості в контактах гранітних масивів; сульфідних термальних вод нафтогазоносних структур, гіпсоносних та соленосних відкладів. У холодних вуглекислих тріщинно-жильних водах деяких джерел виявлені промислові концентрації рідкісних елементів. На заході та в центрі країни знаходяться соляні озера, ропа яких містить підвищений вміст літію та бору.